# 张学兵
张学兵（1955年3月—），男，山东齐河人，中华人民共和国政治人物，曾任上海市公安局党委书记、局长，上海市人民政府副市长，上海机场集团党委书记。